# Frank Sinatra Jr.
Francis Wayne Sinatra (Jersey City, Nueva Jersey; 10 de enero de 1944-Daytona Beach, Florida; 16 de marzo de 2016), conocido como Frank Sinatra Jr., fue un cantante y director musical estadounidense, también hijo del cantante y actor Frank Sinatra.

## Biografía
Era hijo de Frank Sinatra y su primera esposa, Nancy Barbato, y hermano de Nancy Sinatra. Fue bautizado con el nombre de Franklin Wayne Emmanuel Sinatra, pero más tarde adoptó el nombre "Frank Jr." El nombre "Emmanuel" fue en honor del mentor de su padre, Manie Sacks, a quien Frank Sinatra escogió como su padrino. Supuestamente el sacerdote que ofició el bautizo dijo que Sacks era judío y obviamente no era católico, por lo que no podía ser el padrino. Sinatra se enfadó ante esas palabras e hicieron el bautizo en otro lugar, esta vez sin problemas.

### Secuestro
Sinatra Jr. fue secuestrado el 8 de diciembre de 1963 en Harrah's lake Tahoe y puesto en libertad dos días después de que su padre pagara 240.000 dólares de rescate demandados por los secuestradores, quienes más tarde serían capturados, procesados y recluidos en una prisión durante un largo tiempo. Frank Sinatra se comunicó con los secuestradores de su hijo por teléfono como ellos pidieron. Sinatra Jr. dijo que no había pasado miedo en ningún momento.

### Carrera profesional
Frank Sinatra Jr. actuó en Las Vegas siguiendo los pasos de su padre. También pasó un tiempo considerable con Duke Ellington, aprendiendo sobre el negocio de la música.

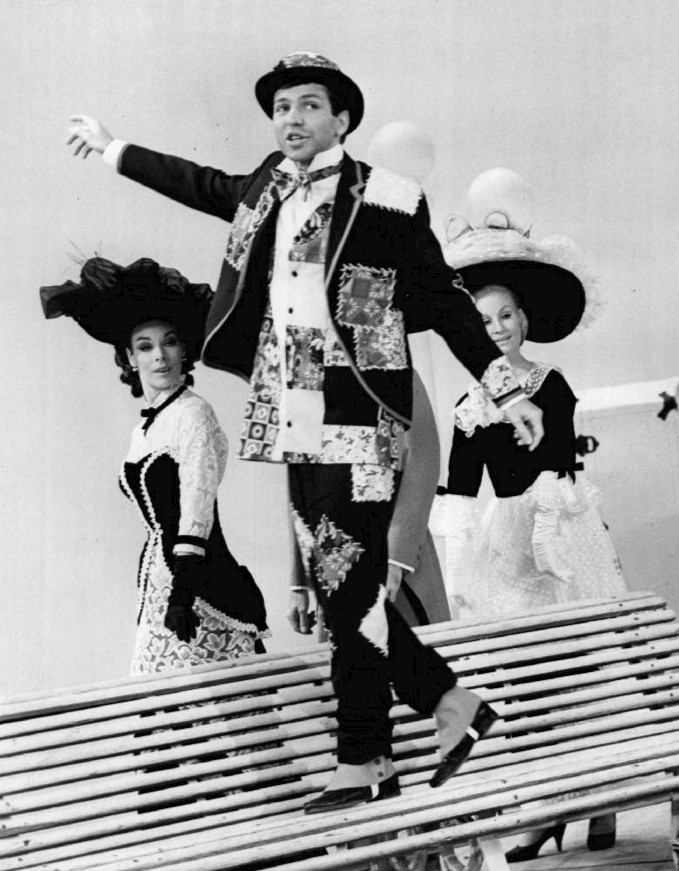
Frank Sinatra, Jr. en 1969.

Frank Jr. pasó la mayor parte de su carrera en la carretera. En 1968 había tenido actuaciones en 47 estados y 30 países.
También estuvo en varios programas de televisión, incluyendo dos episodios de The Smothers Brothers Comedy Hour con su hermana Nancy, presentaba un programa de verano que estuvo 10 semanas en The Dean Martin Show, había cantado con su propia banda en casinos de Las Vegas, y había ido a actos de apertura en otros casinos. Durante ese tiempo, se ganó una reputación de ensayos rigurosos y exigentes estándares de sus músicos.
La revista Forbes hizo una crítica en un artículo titulado "Junior sure ain't Senior", artículo por el que muchos lectores escribieron para quejarse. 
Frank Jr. apareció en el programa de Sammy Davis, Jr., al igual que en la serie dramática A man called Adam.
En 1989 Sinatra hizo un cameo como vocalista en el grupo musical Was (Not Was), donde cantaba «Wedding vows in Vegas» con la banda. También apareció con WNW en Late Night with David Letterman de la NBC el mismo año.
Durante la temporada televisiva de 1995/1996, a Sinatra le ofrecieron el papel de Vic Fontaine en Star Trek: espacio profundo nueve. A pesar de ser un fan de la serie y de encontrar interesante el papel protagonista, lo declinó argumentando que solo quería interpretar a un alien.
Hizo un cameo en la serie Los Soprano interpretándose a sí mismo, en el cual se mostraba un poco confuso acerca del papel que debía hacer.
Apareció en la serie Padre de familia en el episodio Brian Canta Swing, poniendo la voz a su propio personaje, creando el nuevo Rat Pack. Volvió a salir en otro episodio, Tales of a Third Grade Nothing, donde cantó acompañado de Brian Griffin de nuevo. También apareció en la serie de abogados The Defenders, interpretándose a sí mismo y cantando una canción para una función donde los personajes principales asistían.
En 2006, Sinatra lanzó un álbum titulado That Face! Incluyendo las canciones "You'll Never Know" y la canción autoescrita "Spice".

### Vida personal
Sinatra Jr. se casó con Cynthia McMurry el 18 de octubre de 1998; se divorciaron el 7 de enero de 2000. Tiene un hijo de una relación anterior, Michael Sinatra, nacido el 1 de marzo de 1987, es un profesor universitario que a partir de 2012 vive en Japón. Sinatra Jr. fue operado de cáncer de próstata en enero de 2006.

### Fallecimiento
Falleció el 16 de marzo de 2016 a los 72 años en Florida según informó su agente Andrea Kauffman en las redes sociales. Kauffman indicó que Sinatra Jr. murió en el hospital de Daytona Beach (Florida), donde fue trasladado tras sufrir un paro cardíaco.

## Canciones
Sinatra compuso varias canciones, incluyendo:
- "Spice"
- "Believe In Me"
- "Black Night"
- "What Were You Thinking Of?"
- "Missy"

## Discografía
- Young Love For Sale (1965)
- The Sinatra Family Wish You a Merry Christmas (1968) – 4 discos
- Spice (1971)
- His Way! (1972)
- It's Alright (1977)
- As I Remember I (1996)
- That Face! (2006)